# قراصنة الكاريبي: في بحار غريبة
قراصنة الكاريبي: في بحار غريبة (بالإنجليزية: Pirates of the Caribbean: On Stranger Tides)‏ هو فيلم مغامرات أمريكي صدر عام 2011، وهو الجزء الرابع من سلسلة أفلام قراصنة الكاريبي والذي تلا فيلم في نهاية العالم (2007). وهو الفيلم الأول في السلسلة الذي لم يخرجه غور فيربينسكي، والذي حل محله روب مارشال. عمل جيري بروكهايمر في الإنتاج مرة أخرى. هذا الفيلم عمليًا هو فيلم مستقل يمثل تتمة للأجزاء السابقة. في هذا الفيلم الذي يستمد بعض أحداث الحبكة من رواية في بحار غريبة للكاتب تيم باورز، يواجه الكابتن جاك سبارو (جوني ديب) برفقة أنجليكا (بينيلوبي كروز) القرصان المشؤوم بلاكبيرد أو اللحية السوداء (إيان ماكشين) بحثًا عن ينبوع الشباب. أنتجت الفيلم شركة أفلام والت ديزني وصدر في الولايات المتحدة في العشرين من مايو عام 2011. كان هذا الفيلم الأول من هذه السلسلة الذي صدر بصيغتي ديزني ديجيتال ثري دي وآيماكس ثري دي للعرض ثلاثي الأبعاد.
علم الكاتبان تيد إليوت وتيري روسيو للمرة الأولى برواية في بحار غريبة للمؤلف باورز خلال الإنتاج المتتالي لفيلمي صندوق الرجل الميت (2006) وفي نهاية العالم، واعتبراها نقطة بداية جيدة لفيلم جديد من السلسلة. بدأت تحضيرات ما قبل الإنتاج بعد انتهاء إضراب نقابة الكتّاب الأمريكية لعامي 2007 و2008، واشترك ديب مع الكاتبين في تصميم القصة. استمر التصوير الرئيسي لمدة 106 أيام بين يونيو ونوفمبر من عام 2010، وباستخدام مواقع تصويرية في هاواي والمملكة المتحدة وبورتوريكو وكاليفورنيا. استخدم فريق التصوير كاميرات ثلاثية الأبعاد شبيهة بتلك المستخدمة في تصوير فيلم أفاتار الصادر عام 2009، وعملت عشر شركات على إعداد المؤثرات البصرية للفيلم. بعد تضخم تكاليف الإنتاج التي حلقت بالميزانية الإجمالية إلى 379 مليون دولار أمريكي، يعتبر الفيلم حاليًا (حتى عام 2020) أكثر فيلم تكلفة إنتاجية في تاريخ السينما على الإطلاق.
حطم فيلم في بحار غريبة العديد من الأرقام القياسية لدور العرض، وكان ثالث أعلى الأفلام جمعًا للعائدات عام 2011. يحل هذا الفيلم في المركز 38 ضمن أعلى الأفلام جمعًا للعائدات في التاريخ حول العالم دون تعديل الأرقام وفقًا للتضخم المالي. كانت مراجعات الفيلم مختلطة، وتعرض لانتقادات على الحبكة والسيناريو والإخراج والمبالغة وغياب الأفكار الجديدة، كما وُجه مديح إلى التمثيل ومشاهد الحركة والموسيقا التصويرية والمؤثرات البصرية ومدة العرض التي كانت أقصر من سابقه. صدر فيلم خامس في هذه السلسلة بعنوان الرجال الأموات لا يحكون حكايات في مايو عام 2017، وهناك جزء سادس قيد الإنتاج.

## القصة
بعد محاولة فاشلة لإنقاذ رفيقه الأول جوشامي غيبز في لندن، يُقتاد جاك سبارو إلى الملك جورج الثاني. يطلب الملك من جاك الذهاب كدليل في رحلة إلى ينبوع الشباب قبل أن يتمكن الملك فرناندو والبحرية الإسبانية من تحديد موقعه. يترأس هذه الرحلة عدو جاك القديم هكتور باربوسا، والذي يصبح يعمل قرصانًا تفويضيًا لخدمة البحرية الملكية البريطانية بعد أن خسر ساقه وسفينته اللؤلؤة السوداء التي يقول إنها قد أُغرقت.
يرفض جاك هذا العرض ويفر هاربًا. يلتقي بأبيه الكابتن تيغ الذي يحذر جاك من طقوس الجزيرة. يعلم جاك أن أحدًا ما ينتحل شخصيته بهدف تجنيد طاقم لإيجاد الينبوع. هذا المتقمص هو أنجليكا حبيبته السابقة وابنة القرصان عديم الرحمة ’اللحية السوداء’، الذي يمارس سحر الفودو الأسود ويحمل «سيف ترايتون» الأسطوري الذي يسيطر على سفينته انتقام الملكة آن. يُختطف جاك للعمل قسرًا على متن سفينة اللحية السوداء، يتمكن غيبز من الإفلات من الإعدام بعد أن يحفظ خريطة جاك التي ترسم موقع ينبوع الشباب عن ظهر قلب ويمزقها، مجبرًا باربوسا على اصطحابه في الرحلة.
في هذه الأثناء، وبعد محاولة عصيان فاشلة على متن سفينة انتقام الملكة آن، يُجبر جاك على توجيه الطاقم نحو موقع ينبوع الشباب. يبحث اللحية السوداء عن ينبوع الشباب ليتمكن من تجاوز لقائه القاتل المقدر مع «رجل ذي ساق واحدة» نعلم فيما بعد أنه باربوسا. يجب على جاك أن يجد كأسين فضيين على متن سفينة القيادة المفقودة سانتياغو للمستكشف الإسباني خوان بونثي دي ليون. يجب شرب ماء ينبوع الشباب من قبل شخصين في الوقت ذاته باستخدام الكأسين الفضيين المذكورين. يؤدي شرب الماء من كأس واحد يحوي دموع حورية البحر إلى تمديد حياة شاربه؛ يموت الشخص الثاني ناقلًا بقية سنوات حياته إلى الشخص الأول. يكتشف جاك أيضًا أن سفينة اللؤلؤة السوداء أُسرت وقُلص حجمها ليضيفها اللحية السوداء إلى مجموعته من السفن المقلصة المحتجزة في قوارير.
تتجه انتقام الملكة آن إلى خليج وايتكاب للبحث عن دموع حوريات البحر وجمعها. بعد أن يتمكنوا من جذب حورية باسم تمارا، تستدعي هذه الحورية صديقاتها لمهاجمة الطاقم قبل أن يسبب جاك انفجارًا يخيف الحوريات اللاتي يلذن بالفرار. يعتقل الطاقم حورية باسم سيرينا، ثم يقع المبشر الأسير فيليب سويفت في حبها. عند الوصول إلى سفينة بونثي دي ليون على الجزيرة المهجورة، يجبر اللحية السوداء وأنجليكا جاك على الذهاب وإحضار الكأسين الفضيين. يحدد جاك موقع السفينة الراسية المتهالكة ليجد باربوسا قد سبقه إليها. يعتقد الاثنان أن الإسبان قد أخذوا الكأسين إذ لم يكن بالإمكان إيجادهما ضمن الحطام.
يتفق جاك مع باربوسا على التسلل إلى المعسكر الإسباني وسرقة الكأسين. يكشف باربوسا أنه يرغب فقط في الانتقام من اللحية السوداء على مهاجمة اللؤلؤة السوداء وبتر ساقه. يهرب جاك وباربوسا بالكأسين. في ذلك الحين، واستجابة لحب فيليب، يتمكن القراصنة من خداع سيرينا لتذرف دمعة. يحتفظ اللحية السوداء بدمعة سيرينا تاركًا إياها للموت بسبب التجفاف ومجبرًا فيليب على المتابعة معهم. يعود جاك محضرًا الكأسين ويفاوض اللحية السوداء على سلامة أنجليكا وبوصلة جاك السحرية المصادرة (التي أُخذت منه قبل إرساله لإحضار الكأسين) وإطلاق سراح غيبز. بالمقابل، يتعهد جاك بإعطاء الكأسين للحية السوداء واصطحابه إلى الينبوع. يوافق اللحية السوداء ويحرر غيبز وبحوزته البوصلة السحرية.
عند ينبوع الشباب، يواجه باربوسا ورجاله طاقم اللحية السوداء وتبدأ معركة بينهما يتعارك باربوسا مع اللحية السوداء خلالها. يصل الإسبان فجأة إلى الينبوع عاقدين العزم على تدميره، مؤمنين بأن قواه السحرية هي معصية ضد الرب. يحطمون الكأسين ويرمونهما في المستنقع. عندما يطعن باربوسا اللحية السوداء بسيفه المسموم، تسحب أنجليكا السيف وهكذا تُجرح وتُسمم. يلاحظ جاك أن أنجليكا مسممة ويبدأ هلعًا بالبحث عن الكأسين في المستنقع. يحصل باربوسا على سيف اللحية السوداء السحري ويسيطر بالتالي على سفينة انتقام الملكة آن وطاقمها. على الرغم من مقاومة طاقم اللحية السوداء، يتمكن الإسبان من نزع أحد الأعمدة مدمرين ينبوع الشباب. يغادر الجيش الإسباني بعد أن يصبح ينبوع الشباب مجرد أنقاض. يُصاب فيليب بجرح مميت، لكنه يعود ليحرر سيرينا. تساعد جاك على الوصول إلى الكأسين المفقودين وتقدمهما له، مخبرة إياه بعدم إهدار دمعتها. تعود سيرينا مرة أخرى إلى فيليب المحتضر. تخبره بأنها قادرة على إنقاذه إذا أراد. عندما يطلب منها إنقاذه، تقبله وتأخذه تحت سطح الماء.
مع اقتراب كل من اللحية السوداء وأنجليكا من الموت، يجمع جاك قطرات الماء المتبقية من الينبوع المدمر في الكأسين ويضع الدمعة في أحدهما. مع علمه بأن أحدهما سوف يموت لا محالة، يرغب جاك بأن تشرب أنجليكا من الكأس الذي يحوي الدمعة. بدلًا من ذلك، يشرب اللحية السوداء منه طالبًا من ابنته إنقاذه. يحزن جاك على فقدان أنجليكا، لكنه يكشف أنه اقترف خطًا عندما قدم الكأسين وبدل بينهما. يغضب الاثنان منه ويعتقدان أن جاك خدعهما بشكل متعمد. تتعافى جروح أنجليكا في حين يستهلك الينبوع جسد اللحية السوداء مؤديًا إلى مقتله.
في النهاية، يعترف كل من جاك وأنجليكا بحبه للآخر، لكنه يشكك في نواياها (عالمًا بأنها قد تحاول الانتقام لوالدها) ويتركها على جزيرة صغيرة مهجورة. بعد حصوله على سيف اللحية السوداء السحري، يقود باربوسا سفينة انتقام الملكة آن ويعود إلى العمل بالقرصنة. يعثر جاك على غيبز الذي استخدم البوصلة السحرية للعثور على سفينة انتقام الملكة آن. يستعيد سفينة اللؤلؤة السوداء المصغرة وعددًا من السفن الأخرى المحتجزة في زجاجات، حاملًا إياها في كيس خيش. يغادر الاثنان على أمل إعادة اللؤلؤة السوداء إلى حجمها الطبيعي ومتابعة حياة القرصنة.
في مشهد إضافي بعد شارة النهاية، تنجرف دمية فودو صنعها اللحية السوداء لجاك سبارو على الشاطئ، وتجدها أنجليكا التي تبتسم لدى رؤيتها.

## وصلات خارجية
- قراصنة الكاريبي: في بحار غريبة على موقع IMDb (الإنجليزية)
- قراصنة الكاريبي: في بحار غريبة على موقع ميتاكريتيك (الإنجليزية)
- قراصنة الكاريبي: في بحار غريبة على موقع الموسوعة البريطانية (الإنجليزية)
- قراصنة الكاريبي: في بحار غريبة على موقع روتن توميتوز (الإنجليزية)
- قراصنة الكاريبي: في بحار غريبة على موقع نتفليكس (الإنجليزية)
- قراصنة الكاريبي: في بحار غريبة على موقع قاعدة بيانات الأفلام العربية
- قراصنة الكاريبي: في بحار غريبة على موقع ألو سيني (الفرنسية)
- قراصنة الكاريبي: في بحار غريبة على موقع Turner Classic Movies (الإنجليزية)
- قراصنة الكاريبي: في بحار غريبة على موقع أول موفي (الإنجليزية)
- قراصنة الكاريبي: في بحار غريبة على موقع بوكس أوفيس موجو (الإنجليزية)